# I–Rフレームワーク
I-Rフレームワーク(Integration-Responsiveness framework)とは、企業の国際経営戦略を分析するフレームワーク。

## 概要
I-Rフレームワークとは、スマントラ・ゴシャールとクリストファー・A・バートレットが1990年に共著『地球市場時代の企業戦略』にて提唱したフレームワークである。企業が国際市場に進出する際にはグローバル統合とローカル適応という二つのプレッシャーが発生するとし、これらのプレッシャーにどのような形で対応していくかによって企業の経営戦略を分類していく。本社と現地支社の力関係が重要視される。

## 4つの分類
国際市場への進出を行う企業は、グローバル統合とローカル適応のそれぞれの度合いにより、「グローバル型・マルチナショナル型・インターナショナル型・トランスナショナル型」の4つの型へと分類される。

### グローバル型
- グローバル型はグローバル統合を重視し、本社がすべての意思決定を行う。海外子会社の役割は販売とサービスに限られる。
- 例：グリコなど。

### マルチナショナル型
- マルチナショナル型はローカル適応を重視し、現地の海外子会社が十分な権限を持つ。現地調査やマーケティング、経営方針の決定などを現地の海外子会社自身が行う。
- 例：カルビーなど。

### インターナショナル型
- インターナショナル型はグローバル統合とローカル適応の両方のプレッシャーに対応しようとする。海外子会社も権限を持つが、中心機能は本社に大きく依存している。
- 例：明治製菓など。

### トランスナショナル型
- トランスナショナル型は他の3つの型の強みを同時に達成する、I-Rモデルの中で企業が目指すべきとされる理想形。世界を一つの市場とみなし、国境を越えて経営を行う。海外支社どうしが経営資源の調整などの面で連携し、相互に協力するネットワーク型のヨコ並び組織を形成していく。グループの中でそれぞれの支社が差別化された役割を担う。
- 前例が少なく、トランスナショナル型企業を実現するための手法は確立されていない。
- 例：コカ・コーラ社など。